# Казанова (фільм, 2005)
«Казанова» (англ. Casanova) — авантюрно-пригодницька комедійна мелодрама режисера Лассе Гальстрема, про невтомного героя-коханця Джакомо Казанову (Гіт Леджер), яка вийшла на екрани у 2005 році.
Світова прем'єра відбулася 25 грудня 2005 року.

## Зміст
Знаменитий Казанова з легкістю підкорював жіночі серця, використовуючи напрацьовані роками прийоми і хитрості. Але зустріч з красунею Франческою у Венеції перевернула його світ. Дівчина не тільки встояла перед ловеласом, а й зуміла відплатити йому тією ж монетою, за всіх нещасних представниць жіночої статі. Але герой так просто не здається, використовуючи весь свій досвід, щоб викликати симпатію у нової знайомої.

## Ролі
- Гіт Леджер — Джакомо Казанова
  - Юджин Саймон — Казанова у 11 років
- Сієна Міллер — Франческа Бруні
- Джеремі Айронс — Пуцці, єпископ
- Олівер Платт — Папріцціо
- Лена Олін — Андреа Бруні, мати Франчески
- Омід Джалілі — Лупо Сальвато, слуга Казанови
- Стефен Грейф — Донато
- Кен Стотт — Далфонсо
- Тім Макіннерні — Франческо Лоредан, Дож Венеції
- Гелен Маккрорі — Жанетта Фаруссі, мати Казанови
- Чарлі Кокс — Джованні Бруні, брат Франчески
- Наталі Дормер — Вікторія Донато
- Філ Дейвіс — Бернардо Гварді
- Лорен Коен — сестра Беатрис

## Знімальна група
- Режисер — Лассе Гальстрем
- Сценарист — Кімберлі Сімі, Джеффрі Хетчер, Майкл Крістофер
- Продюсер — Бетсі Бірс, Марк Гордон, Леслі Холлерен
- Композитор — Александр Деспла